# Try Me!
Try Me! é o segundo álbum de estúdio de James Brown e The Famous Flames. É uma coleção de singles, lados B e faixas que ficaram fora do primeiro álbum, Please Please Please. Foi relançado pela King Records em 1964 com o título The Unbeatable James Brown: 16 Hits.

## Faixas
| N.º | Título                      | Duração |  |
| 1.  | "There Must Be a Reason"    | 2:28    |  |
| 2.  | "I Want You So Bad"         | 2:47    |  |
| 3.  | "Why Do You Do Me"          | 3:01    |  |
| 4.  | "Got to Cry"                | 2:37    |  |
| 5.  | "Strange Things Happen"     | 2:10    |  |
| 6.  | "Fine Old Foxy Self"        | 2:10    |  |
| 7.  | "Messing With The Blues"    | 2:12    |  |
| 8.  | "Try Me (I Need You)"       | 2:33    |  |
| 9.  | "It Was You"                | 2:45    |  |
| 10. | "I've Got to Change"        | 2:27    |  |
| 11. | "Can't Be The Same"         | 2:21    |  |
| 12. | "It Hurts to Tell You"      | 2:54    |  |
| 13. | "I Won't Plead No More"     | 2:28    |  |
| 14. | "You're Mine, You're Mine"  | 2:33    |  |
| 15. | "Gonna Try"                 | 2:46    |  |
| 16. | "Don't Let It Happen To Me" | 2:51    |  |